# Vidayanes
Vidayanes est une municipalité espagnole de la communauté autonome de Castille-et-León et de la province de Zamora. En 2015, elle compte 92 habitants.

## Source
- (es) Cet article est partiellement ou en totalité issu de l’article de Wikipédia en espagnol intitulé « Vidayanes » (voir la liste des auteurs).
- (es) Carlos de Ayala Martínez, « La Orden Militar de San Juan en Castilla y León: los Hospitalarios al norte del Sistema Central (siglos XII-XIV) », Historia. Instituciones. Documentos, no 26,‎ 1999, p. 40 (lire en ligne) Carte des commanderies de Saint-Jean de Jérusalem au XIIIe siècle au sein de la langue d'Espagne et du grand prieuré de Castille et León.